# Шерехово (Тверская область)
Шерехово — деревня в Торопецком районе Тверской области. Входит в состав Пожинского сельского поселения.

## География
Находится в западной части Тверской области на расстоянии приблизительно 29 км на север-северо-запад по прямой от районного центра города Торопец.

## История
В 1877 году здесь (поселок Холмского уезда Псковской губернии) было учтено 7 дворов.

## Население
Численность населения: 53 человека (1877 год), 6 (русские 100 %) в 2002 году, 1 в 2010.